# Futbol'nyj Klub Torpedo-ZIL Moskva
Il Torpedo-ZIL Mosca, nota anche come Torpedo-RG era una società calcistica russa con sede a Mosca.
Non deve essere confusa con la Torpedo-ZIL, che militò nella Prem'er-Liga dal 2001 e fu successivamente rinominata Torpedo-Metallurg ed infine FK Mosca.

## Storia
Fu fondata nel 2003 dalla Casa Automobilistica ZIL che, dopo essere stata la storica proprietaria della Torpedo Mosca fino dal 1924 e della Torpedo-ZIL Mosca dal 1997 al 2002, ceduta per problemi economici, volle tornare nel mondo del calcio. Oltre alla ZIL l'altro proprietario e fondatore del club è la proprietà del giornale russo Rossiyskaya Gazeta.
La squadra cominciò la sua avventura militando nei campionati locali moscoviti, ma ben presto venne promosso nella terza serie russa, in cui rimase fino allo scioglimento.
La sua migliore stagione fu la prima, quando si classificò al 7º posto; in Coppa di Russia il suo miglior piazzamento fu il quarto turno raggiunto nella stagione 2009-2010.
Nel 2011 si liberò un posto in Prem'er-Liga grazie al fallimento del Saturn e, a cascata, se ne liberò uno Pervyj divizion, cui il club aspirava. Il diniego del ripescaggio portò alla decisione di sciogliere il club

## Statistiche e record

### Partecipazione ai campionati
| Livello | Categoria       | Partecipazioni | Debutto | Ultima stagione | Totale |
| ------- | --------------- | -------------- | ------- | --------------- | ------ |
| 3º      | Vtoroj divizion | 5              | 2006    | 2010            | 5      |